# Eugène Lourié
Pour les articles homonymes, voir Lourié.
Eugène Lourié, en russe Евгений Лурье / Jewgeni Lurje, est un chef décorateur et directeur artistique français, d'origine russe, né à Kharkov (aujourd'hui Kharkiv en Ukraine) le 8 avril 1903, mort à Woodland Hills (Quartier de Los Angeles, Californie) le 26 mai 1991. Il est aussi le réalisateur de quelques films.

## Biographie
En 1921, Eugène Lourié s'installe en France, à Paris ; il y apprend la peinture puis s'oriente vers le cinéma. Il devient décorateur en 1927 et jusqu'en 1940, exerce à ce titre sur de nombreux films français. En particulier, il est un collaborateur régulier de Jean Renoir dès 1933, notamment sur deux chefs-d'œuvre du cinéma mondial, La Grande Illusion (1937) et La Règle du jeu (1939). En 1941, il s'établit définitivement aux États-Unis ; il y retrouve Renoir, pour lequel il sera encore décorateur sur plusieurs films de sa période américaine, jusqu'en 1951 avec Le Fleuve. Sinon, à partir de 1943, il est responsable des décors — ou directeur artistique — de films américains (dont Les Feux de la rampe, dernier film américain de Charlie Chaplin en 1952), son ultime en 1980 étant Bronco Billy, de et avec Clint Eastwood. En 1954, il revient toutefois en France comme réalisateur-adjoint de Sacha Guitry sur deux de ses productions (sorties en 1955), Si Paris nous était conté et Napoléon. Pour ce dernier, dont il réalise les scènes de bataille, il est également crédité "conseiller technique" (notons ici qu'il avait débuté en 1927 avec le Napoléon d'Abel Gance).
Il est aussi décorateur à la télévision américaine, pour des téléfilms et des séries (Kung Fu notamment), entre 1952 et 1978.
Son parcours est éclectique : il est également réalisateur de quatre films de science-fiction entre 1953 et 1961, ainsi que d'épisodes de séries télévisées dans les années 1950, producteur (deux films), directeur d'effets spéciaux (quatre films), costumier (quatre films), scénariste (trois films) et enfin acteur (deux films) — voir filmographie ci-après —. C'est avec un rôle dans À bout de souffle, made in USA qu'il termine sa carrière au cinéma en 1983.
Hormis le cinéma et la télévision, il conçoit les décors pour des spectacles de ballet et pour le théâtre. Il collabore entre autres avec les ballets russes de Monte-Carlo.
En 1985, il publie une autobiographie sous le titre My Work in Films.
Aux États-Unis, il est parfois crédité Gene Lourie (en outre, ses nom et/ou prénom sont quelquefois orthographiés sans accent).
De 1941 jusqu'à sa mort en 1991, il est marié à la costumière d'origine française Laure Lourié (née Laure de Zarate, 1911-2001).

## Filmographie

### Décorateur ou directeur artistique
(sélection)
- 1927 : Napoléon d'Abel Gance (décorateur de plateau)
- 1931 : Un coup de téléphone de Georges Lacombe
- 1932 : Pan ! Pan ! de Georges Lacombe (court métrage)
- 1934 : Madame Bovary de Jean Renoir : Mme Lefrançois
- 1934 : La Porteuse de pain de René Sti
- 1934 : Jeanne de Georges Marret
- 1934 : Le Bossu ou Le Petit Parisien de René Sti
- 1935 : Baccara d'Yves Mirande
- 1935 : La Petite Sauvage ou Cupidon au pensionnat de Jean de Limur
- 1935 : Les Yeux noirs de Victor Tourjansky
- 1936 : Sous les yeux d'Occident de Marc Allégret
- 1936 : Les Bas-fonds de Jean Renoir
- 1936 : Le Grand Refrain ou Symphonie d'amour de Robert Siodmak et Yves Mirande
- 1936 : Aventure à Paris de Marc Allégret
- 1937 : Nuits de feu de Marcel L'Herbier
- 1937 : Ramuntcho de René Barberis
- 1937 : Le Messager de Raymond Rouleau
- 1937 : La Grande Illusion de Jean Renoir
- 1937 : L'Alibi de Pierre Chenal
- 1938 : Werther ou Le Roman de Werther de Max Ophüls
- 1938 : La Tragédie impériale de Marcel L'Herbier
- 1938 : La Bête humaine de Jean Renoir
- 1938 : L'Affaire Lafarge de Pierre Chenal
- 1938 : Les Nouveaux Riches d'André Berthomieu
- 1938 : Le Paradis de Satan de Félix Gandéra
- 1939 : L'Or du Cristobal de Jacques Becker et Jean Stelli
- 1939 : La Règle du jeu de Jean Renoir
- 1940 : Sans lendemain ou La Duchesse de Tilsitt de Max Ophüls
- 1940 : Fausse Alerte de Jacques de Baroncelli
- 1943 : Sahara de Zoltan Korda
- 1943 : Vivre libre (This Land is Mine) de Jean Renoir
- 1944 : L'Imposteur (The Impostor ou Strange Confession) de Julien Duvivier
- 1944 : Hommes du monde (In Society) de Jean Yarbrough
- 1945 : L'Homme du Sud (The Southerner) de Jean Renoir
- 1945 : L'Oncle Harry (The Strange Affair of Uncle Harry) de Robert Siodmak
- 1945 : Notre cher amour (This Love of Ours) de William Dieterle
- 1946 : Le Journal d'une femme de chambre (The Diary of a Chambermaid) de Jean Renoir
- 1947 : Schéhérazade (Song of Scheherazade) de Walter Reisch
- 1947 : Vengeance de femme (A Woman's Vengeance) de Zoltan Korda
- 1947 : La Longue Nuit (The Long Night) de Anatole Litvak
- 1949 : Plaisirs interdits (She Shoulda Said 'No' !) de Sam Newfield
- 1951 : La Taverne de la Nouvelle-Orléans (Adventures of Captain Fabian) de William Marshall
- 1951 : Le Fleuve (The River) de Jean Renoir
- 1952 : Les Feux de la rampe (Limelight) de Charlie Chaplin
- 1953 : Le Diamant bleu (The Diamond Queen) de John Brahm
- 1953 : Le Monstre des temps perdus (The Beast from 20,000 Fathoms) (+ réalisation)
- 1955 : So This Is Paris de Richard Quine
- 1959 : Behemoth the Sea Monster (+ réalisation, conjointement avec Douglas Hickox)
- 1962 : Les Confessions d'un mangeur d'opium (Confessions of an Opium Eater) d'Albert Zugsmith
- 1963 : Shock Corridor de Samuel Fuller
- 1964 : Le Tueur de Boston (The Strangler) de Burt Topper
- 1964 : Police spéciale (The Naked Kiss) de Samuel Fuller
- 1965 : La Bataille des Ardennes (Battle of the Bulge) de Ken Annakin
- 1967 : Custer, l'homme de l'Ouest (Custer of the West) de Robert Siodmak
- 1972-1973 : Série Kung Fu, Saison 1,  épisode 3 L'Ange noir (Dark Angel, 1972), épisode 5 Œil pour œil (An Eye for an Eye, 1973), épisode 9 Ombres sur le soleil (Sun and Cloud Shadow, 1973), épisode 14 La Pierre (The Stone, 1973) ; Saison 2, épisode 4 Le Sorcier (The Brujo, 1973)
- 1976 : Trauma (Burnt Offerings) de Dan Curtis
- 1976 : Time Travelers d'Alexander Singer
- 1978 : Le Retour du capitaine Nemo (The Return of Captain Nemo) d'Alex March et Paul Stader
- 1980 : Bronco Billy de Clint Eastwood

### Réalisateur
- 1953 : Le Monstre des temps perdus (The Beast from 20,000 Fathoms)
- 1955 : Si Paris nous était conté de Sacha Guitry (réalisateur-adjoint)
- 1955 : Napoléon de Sacha Guitry (réalisateur des scènes de bataille et conseiller technique)
- 1955 : Foreign Intrigue : Jeannie dans la série Foreign Intrigue (8 épisodes)
- 1958 : The Colossus of New York
- 1959 : Behemoth the Sea Monster (coréalisé par Douglas Hickox)
- 1959 : série World of Giants (un épisode)
- 1961 : Gorgo

### Directeur des effets spéciaux
- 1953 : Le Monstre des temps perdus (The Beast from 20,000 Fathoms) (+ réalisation)
- 1964 : Les Trois soldats de l'aventure (Flight from Ashiya) de Michael Anderson
- 1965 : Quand la terre s'entrouvrira (Crack in the World) d'Andrew Marton
- 1969 : Krakatoa à l'est de Java (Krakatoa : East of Java)[3] de Bernard L. Kowalski

### Costumier
- 1927 : Le Joueur d'échecs de Raymond Bernard
- 1929 : Cagliostro - Liebe und Leben eines großen Abenteurers de Richard Oswald
- 1934 : Jeanne de Georges Marret
- 1935 : Le Bébé de l'escadron ou Quand la vie était belle de René Sti

### Scénariste
- 1953 : Le Monstre des temps perdus (The Beast from 20,000 Fathoms) (+ réalisation)
- 1958 : La révolte est pour minuit (Revolt in the Big House) de R.G. Springsteen
- 1959 : Behemoth the Sea Monster (+ réalisation, conjointement avec Douglas Hickox)

### Acteur
- 1969 : Krakatoa à l'est de Java (Krakatoa : East of Java) de Bernard L. Kowalski (petit rôle non crédité)
- 1983 : À bout de souffle, made in USA (Breathless) de Jim McBride

### Producteur
- 1943 : Vivre libre (This Land Is Mine) de Jean Renoir (producteur associé, non crédité)
- 1962 : Les Confessions d'un mangeur d'opium (Confessions of an Opium Eater) d'Albert Zugsmith

## Décors de ballet et de théâtre
- 1933 : Choreartium, d'après la symphonie no 4 de Johannes Brahms, chorégraphie de Léonide Massine, spectacle des ballets russes de Monte-Carlo, créé à Londres ;
- 1947 : Mephisto Waltz, sur une musique Franz Liszt, spectacle des ballets de San Francisco ;
- 1948 : Perséphone, sur une musique d'Igor Stravinsky, spectacle des ballets de San Francisco ;
- 1948 : La Maison de Bernarda Alba (House of Bernarda Alba), pièce de Federico García Lorca, jouée à Los Angeles.